# Dujam Rendić-Miočević
Dujam Rendić-Miočević (4. ledna 1834 Split – 29. září 1915 Split) byl rakouský právník a politik chorvatské národnosti z Dalmácie, v 2. polovině 19. století poslanec Říšské rady a starosta Splitu.

## Biografie
Pocházel ze starého splitského šlechtického rodu. Vystudoval gymnázium ve Splitu a pak práva na Padovské univerzitě, kde získal titul doktora. Pracoval pak jako advokát ve Sinji a Splitu. Byl politicky aktivní jako člen dalmatské Národní strany, která se identifikovala s chorvatským národním hnutím. Od roku 1876 byl poslancem Dalmatského zemského sněmu. Mandát v něm obhájil roku 1883. V roce 1882 nahradil kandidáta tzv. autonomašů (kulturně a jazykově proitalsky orientovaný politický směr v Dalmácii, který odmítal chorvatské národní hnutí) a stal se prvním národním chorvatským starostou Splitu. Ve funkci starosty skončil v roce 1885, kdy se názorově rozešel s předákem splitských chorvatských národovců Gajo Bulatem, který ho pak vystřídal na starostenském postu. Odešel do Sinju, kde znovu působil jako advokát. Závěr života strávil ve Splitu.
Působil také jako poslanec Říšské rady (celostátního parlamentu Předlitavska), kam usedl ve volbách roku 1879 za kurii městskou a obchodních a živnostenských komor v Dalmácii, obvod Split. Ve volebním období 1879–1885 se uvádí jako šlechtic Doimus Rendić-Miočević, advokát, bytem Split.
Na Říšské radě se uvádí jako chorvatský národní poslanec a člen poslaneckého Hohenwartova klubu, který sdružoval konzervativní a federalistické politické síly.